# Lijst van rijksmonumenten aan de Prinsengracht (Zuid)
Een overzicht van de 457 rijksmonumenten aan de Prinsengracht in Amsterdam.
Het overzicht is opgesplitst in drie delen. 
Dit is het zuidelijke gedeelte vanaf de Leidsestraat tot de Amstel. Dit zijn de nummers 709 en hoger aan de oneven zijde en 426 en hoger aan de even zijde.
Zie ook de lijst van het noordwestelijke gedeelte vanaf de Brouwersgracht tot de Raadhuisstraat. Dat zijn de nummers 1 t/m 281 aan de oneven zijde en 2 t/m 182 aan de even zijde. 
Zie ook de lijst van het zuidwestelijke  gedeelte vanaf de Raadhuisstraat tot de Leidsestraat. Dat zijn de nummers 283 t/m 707 aan de oneven zijde en 184 t/m 444 aan de even zijde.
| Object | Oorspronkelijke functie? | Bouwjaar                                                     | Architect               | Locatie                  | Coördinaten?                  | Nr.?   | Afbeelding                                                                                                |
| --- | ------------------------ | ------------------------------------------------------------ | ----------------------- | ------------------------ | ----------------------------- | ------ | --- |
| Nieuw (?) pakhuis                                                                                          | Woonhuis                 | tweede kwart 18e eeuw (gevel)                                |                         | Prinsengracht 715        | 52° 21' 53" NB, 4° 53' 7" OL  | 4385   | Meer afbeeldingen                                                                                         |
| Dubbel huis met gevel onder gesneden lijst                                                                 | Gebouw                   | eerste kwart 19e eeuw                                        |                         | Prinsengracht 717        | 52° 21' 53" NB, 4° 53' 7" OL  | 4386   | Meer afbeeldingen                                                                                         |
| Pand met gevel onder gesneden verhoogde lijst                                                              | Gebouw                   | midden 18e eeuw                                              |                         | Prinsengracht 721A       | 52° 21' 53" NB, 4° 53' 8" OL  | 4387   | Meer afbeeldingen                                                                                         |
| Pand met gevel onder rechte lijst, evenals de deuromlijsting                                               | Gebouw                   | 18e/19e eeuw                                                 |                         | Prinsengracht 723        | 52° 21' 53" NB, 4° 53' 8" OL  | 4388   | Meer afbeeldingen                                                                                         |
| Huis met gevel onder rechte lijst                                                                          | Gebouw                   | 17e/18e/19e eeuw                                             |                         | Prinsengracht 725        | 52° 21' 53" NB, 4° 53' 8" OL  | 4389   | Meer afbeeldingen                                                                                         |
| Huis met gevel onder rechte lijst                                                                          | Gebouw                   | 17e/18e/19e eeuw                                             |                         | Prinsengracht 727        | 52° 21' 52" NB, 4° 53' 8" OL  | 4390   | Meer afbeeldingen                                                                                         |
| Pand met gevel onder rechte lijst                                                                          | Gebouw                   | mogelijk tweede kwart 19e eeuw                               |                         | Prinsengracht 729        | 52° 21' 52" NB, 4° 53' 9" OL  | 4391   | Pand met gevel onder rechte lijst                                                                         |
| Pakhuis met puntgevel                                                                                      | Gebouw                   | tweede helft 17e eeuw                                        |                         | Prinsengracht 733        | 52° 21' 52" NB, 4° 53' 9" OL  | 4392   | Pakhuis met puntgevel                                                                                     |
| Koningsveste                                                                                               | Industrie                | 1891-1892                                                    |                         | Prinsengracht 739        | 52° 21' 51" NB, 4° 53' 10" OL | 518365 | Meer afbeeldingen                                                                                         |
| Pakhuis met puntgevel                                                                                      | Gebouw                   | 18e eeuw                                                     |                         | Prinsengracht 745        | 52° 21' 51" NB, 4° 53' 11" OL | 4393   | Pakhuis met puntgevel                                                                                     |
| Onderdeel van nieuw kantoorpand met halsgevel in oude trant herbouwd                                       | Gebouw                   | 1701                                                         |                         | Prinsengracht 749        | 52° 21' 51" NB, 4° 53' 11" OL | 4394   | Upload foto                                                                                               |
| Onderdeel van nieuw kantoorpand met gevel in oude trant en kopie van de hals                               | Gebouw                   | 1701                                                         |                         | Prinsengracht 749        | 52° 21' 51" NB, 4° 53' 11" OL | 4395   | Upload foto                                                                                               |
| Onderdeel van nieuw kantoorpand met halsgevel in oude trant herbouwd                                       | Gebouw                   | 1701                                                         |                         | Prinsengracht 749        | 52° 21' 51" NB, 4° 53' 11" OL | 4396   | Upload foto                                                                                               |
| Pand met halsgevel                                                                                         | Gebouw                   | 1701                                                         |                         | Prinsengracht 749        | 52° 21' 51" NB, 4° 53' 11" OL | 4397   | Pand met halsgevel                                                                                        |
| Huis en gevel waarop een van elders overgebrachte hals met schelpblazende zeegodjes aan de vleugelstukken  | Gebouw                   | 1701                                                         |                         | Prinsengracht 755        | 52° 21' 50" NB, 4° 53' 11" OL | 4398   | Huis en gevel waarop een van elders overgebrachte hals met schelpblazende zeegodjes aan de vleugelstukken |
| Pand met gevel onder rollagentop                                                                           | Gebouw                   | tweede helft 17e eeuw 19e eeuw                               |                         | Prinsengracht 757        | 52° 21' 51" NB, 4° 53' 12" OL | 4399   | Pand met gevel onder rollagentop                                                                          |
| Prinsengrachtziekenhuis                                                                                    | Onderwijs en wetenschap  | 1854-1856                                                    |                         | Prinsengracht 769        | 52° 21' 50" NB, 4° 53' 12" OL | 518366 | Meer afbeeldingen                                                                                         |
| Pand met gevel onder rechte lijst met vensteromlijstingen en gelaagde onderpui voor een ouder huis         | Gebouw                   | 19e eeuw                                                     |                         | Prinsengracht 699        | 52° 21' 56" NB, 4° 53' 4" OL  | 4382   | Pand met gevel onder rechte lijst met vensteromlijstingen en gelaagde onderpui voor een ouder huis        |
| Huis met gevel onder rechte lijst                                                                          | Gebouw                   | mogelijk 18e of 19e eeuw                                     |                         | Prinsengracht 701        | 52° 21' 55" NB, 4° 53' 4" OL  | 4383   | Huis met gevel onder rechte lijst                                                                         |
| Pand met gevel onder klokvormige rollagentop geflankeerd door siervazen                                    | Gebouw                   | 17e/18e/19e eeuw                                             |                         | Prinsengracht 705A       | 52° 21' 55" NB, 4° 53' 4" OL  | 4384   | Meer afbeeldingen                                                                                         |
| Laag pakhuis met puntgevel                                                                                 | Gebouw                   | tweede helft 17e eeuw                                        |                         | Prinsengracht 771        | 52° 21' 49" NB, 4° 53' 14" OL | 4400   | Meer afbeeldingen                                                                                         |
| Laag pakhuis met puntgevel                                                                                 | Gebouw                   | tweede helft 17e eeuw                                        |                         | Prinsengracht 773        | 52° 21' 49" NB, 4° 53' 14" OL | 4401   | Meer afbeeldingen                                                                                         |
| Pand met gevel onder rechte lijst                                                                          | Gebouw                   | 18e/19e eeuw                                                 |                         | Prinsengracht 775        | 52° 21' 49" NB, 4° 53' 15" OL | 4402   | Meer afbeeldingen                                                                                         |
| Pand met gevel onder armelijke kloktop stoephek                                                            | Gebouw                   | 18e/19e eeuw                                                 |                         | Prinsengracht 791        | 52° 21' 47" NB, 4° 53' 16" OL | 4403   | Meer afbeeldingen                                                                                         |
| Pand met gevel onder dak en daklijst                                                                       | Gebouw                   | tweede helft 19e eeuw                                        |                         | Prinsengracht 793        | 52° 21' 47" NB, 4° 53' 16" OL | 4404   | Meer afbeeldingen                                                                                         |
| Pand met gevel onder gesneden rechte lijst waarop gesneden dakkapel                                        | Gebouw                   | laatste kwart 18e eeuw                                       |                         | Prinsengracht 795        | 52° 21' 47" NB, 4° 53' 16" OL | 4405   | Meer afbeeldingen                                                                                         |
| Pand met gevel onder lijst en dak                                                                          | Gebouw                   | 18e/19e eeuw                                                 |                         | Prinsengracht 799H       | 52° 21' 47" NB, 4° 53' 17" OL | 4406   | Pand met gevel onder lijst en dak                                                                         |
| Huis | Gebouw                   | 18e/19e eeuw                                                 |                         | Prinsengracht 801        | 52° 21' 47" NB, 4° 53' 17" OL | 4407   | Meer afbeeldingen                                                                                         |
| Huisje | Woonhuis                 | 18e/19e eeuw                                                 |                         | Prinsengracht 803        | 52° 21' 47" NB, 4° 53' 17" OL | 4408   | Meer afbeeldingen                                                                                         |
| Hoekcomplex onder omlopend dak                                                                             | Woonhuis                 | tweede helft 19e eeuw                                        |                         | Prinsengracht 805        | 52° 21' 47" NB, 4° 53' 17" OL | 4409   | Meer afbeeldingen                                                                                         |
| Smal huisje onder dwars dak                                                                                | Gebouw                   | 17e/18e eeuw                                                 |                         | Prinsengracht 809        | 52° 21' 46" NB, 4° 53' 18" OL | 4410   | Meer afbeeldingen                                                                                         |
| Huis onder dwars dak                                                                                       | Gebouw                   | 17e/18e eeuw                                                 |                         | Prinsengracht 813        | 52° 21' 46" NB, 4° 53' 19" OL | 4411   | Meer afbeeldingen                                                                                         |
| Huis | Gebouw                   | 17e/19e eeuw                                                 |                         | Prinsengracht 815        | 52° 21' 46" NB, 4° 53' 19" OL | 4412   | Meer afbeeldingen                                                                                         |
| Huis met herbouwde gevel onder de oude hals                                                                | Gebouw                   | eerste kwart 18e eeuw                                        |                         | Prinsengracht 823        | 52° 21' 46" NB, 4° 53' 20" OL | 4413   | Meer afbeeldingen                                                                                         |
| Pand met gevel onder rechte lijst, evenals deuromlijsting, snijraam en waaierhek                           | Gebouw                   | eerste helft 19e eeuw                                        |                         | Prinsengracht 825        | 52° 21' 46" NB, 4° 53' 20" OL | 4414   | Meer afbeeldingen                                                                                         |
| Pand met gevel onder klokvormige top                                                                       | Gebouw                   | 17e/19e eeuw                                                 |                         | Prinsengracht 827        | 52° 21' 46" NB, 4° 53' 20" OL | 4415   | Meer afbeeldingen                                                                                         |
| Pand met halsgevel                                                                                         | Woonhuis                 | 17e/19e eeuw                                                 |                         | Prinsengracht 829        | 52° 21' 46" NB, 4° 53' 20" OL | 4416   | Pand met halsgevel                                                                                        |
| Huis | Gebouw                   | 17e/19e eeuw                                                 |                         | Prinsengracht 831        | 52° 21' 46" NB, 4° 53' 21" OL | 4417   | Meer afbeeldingen                                                                                         |
| Pand met halsgevel                                                                                         | Woonhuis                 | 17e/19e eeuw                                                 |                         | Prinsengracht 833        | 52° 21' 46" NB, 4° 53' 21" OL | 4419   | Pand met halsgevel                                                                                        |
| Pand met halsgevel                                                                                         | Gebouw                   | 17e/19e eeuw                                                 |                         | Prinsengracht 835        | 52° 21' 46" NB, 4° 53' 21" OL | 4420   | Pand met halsgevel                                                                                        |
| Pand met halsgevel                                                                                         | Gebouw                   | tweede helft 17e eeuw                                        |                         | Prinsengracht 837        | 52° 21' 46" NB, 4° 53' 21" OL | 4421   | Pand met halsgevel                                                                                        |
| Pand met halsgevel                                                                                         | Gebouw                   | tweede helft 17e eeuw                                        |                         | Prinsengracht 839        | 52° 21' 46" NB, 4° 53' 21" OL | 4422   | Pand met halsgevel                                                                                        |
| Pand met gevel onder rechte lijst                                                                          | Gebouw                   | 18e/19e eeuw                                                 |                         | Prinsengracht 841        | 52° 21' 46" NB, 4° 53' 22" OL | 4423   | Pand met gevel onder rechte lijst                                                                         |
| Pand met halsgevel                                                                                         | Gebouw                   | 18e/19e eeuw                                                 |                         | Prinsengracht 843        | 52° 21' 46" NB, 4° 53' 22" OL | 4424   | Pand met halsgevel                                                                                        |
| Pand met gevel onder rechte lijst                                                                          | Gebouw                   | 18e/19e eeuw                                                 |                         | Prinsengracht 845        | 52° 21' 46" NB, 4° 53' 22" OL | 4425   | Pand met gevel onder rechte lijst                                                                         |
| Huis waarvan de gevel is verbouwd en voorzien van een rechte lijst                                         | Gebouw                   | 18e/19e eeuw                                                 |                         | Prinsengracht 847        | 52° 21' 46" NB, 4° 53' 22" OL | 4426   | Meer afbeeldingen                                                                                         |
| Pand met halsgevel                                                                                         | Gebouw                   | eerste kwart 18e eeuw                                        |                         | Prinsengracht 849        | 52° 21' 46" NB, 4° 53' 23" OL | 4427   | Meer afbeeldingen                                                                                         |
| Pand met halsgevel met deuromlijsting, vermoedelijk                                                        | Werk-woonhuis            | tweede helft 18e eeuw                                        |                         | Prinsengracht 851        | 52° 21' 46" NB, 4° 53' 23" OL | 4428   | Meer afbeeldingen                                                                                         |
| Huis onder dwars dak                                                                                       | Woonhuis                 | mogelijk tweede helft 17e eeuw                               |                         | Prinsengracht 853        | 52° 21' 46" NB, 4° 53' 23" OL | 4429   | Meer afbeeldingen                                                                                         |
| Dubbel huis behorend bij het complex van het Deutzenhofje                                                  | Gebouw                   | 1695                                                         | Pieter Adolfse de Zeeuw | Prinsengracht 855        | 52° 21' 46" NB, 4° 53' 24" OL | 4430   | Meer afbeeldingen                                                                                         |
| Deutzenhofje                                                                                               | Gebouw                   | 1695                                                         | Pieter Adolfse de Zeeuw | Prinsengracht 857        | 52° 21' 46" NB, 4° 53' 25" OL | 4431   | Meer afbeeldingen                                                                                         |
| Dubbel huis behorend bij het complex van het Deutzenhofje                                                  | Gebouw                   | 1695                                                         | Pieter Adolfse de Zeeuw | Prinsengracht 899        | 52° 21' 45" NB, 4° 53' 25" OL | 4432   | Meer afbeeldingen                                                                                         |
| Pand met halsgevel                                                                                         | Gebouw                   | 18e/19e eeuw                                                 |                         | Prinsengracht 901        | 52° 21' 45" NB, 4° 53' 25" OL | 4433   | Meer afbeeldingen                                                                                         |
| Pand met halsgevel                                                                                         | Gebouw                   | eerste kwart 18e eeuw                                        |                         | Prinsengracht 903        | 52° 21' 45" NB, 4° 53' 25" OL | 4434   | Meer afbeeldingen                                                                                         |
| Pand met halsgevel                                                                                         | Gebouw                   | eerste kwart 18e eeuw                                        |                         | Prinsengracht 905        | 52° 21' 45" NB, 4° 53' 26" OL | 4435   | Meer afbeeldingen                                                                                         |
| Pand met gevel onder rechte lijst                                                                          | Gebouw                   | tweede helft 19e eeuw                                        |                         | Prinsengracht 909        | 52° 21' 45" NB, 4° 53' 26" OL | 4436   | Meer afbeeldingen                                                                                         |
| Pand met halsgevel                                                                                         | Woonhuis                 | 17e/18e eeuw                                                 |                         | Prinsengracht 923        | 52° 21' 45" NB, 4° 53' 28" OL | 4437   | Meer afbeeldingen                                                                                         |
| Pand met halsgevel                                                                                         | Gebouw                   | tweede helft 17e eeuw                                        |                         | Prinsengracht 925        | 52° 21' 45" NB, 4° 53' 28" OL | 4438   | Meer afbeeldingen                                                                                         |
| Huis met halsgevel met 2 oeils-de-boeuf                                                                    | Gebouw                   | derde kwart 17e eeuw                                         |                         | Prinsengracht 454        | 52° 21' 53" NB, 4° 53' 4" OL  | 4571   | Meer afbeeldingen                                                                                         |
| Huis met halsgevel met 2-oeils-de-boeuf                                                                    | Gebouw                   | derde kwart 17e eeuw                                         |                         | Prinsengracht 456        | 52° 21' 53" NB, 4° 53' 4" OL  | 4572   | Meer afbeeldingen                                                                                         |
| Huis met klokgevel                                                                                         | Gebouw                   | derde kwart 18e eeuw                                         |                         | Prinsengracht 458A       | 52° 21' 53" NB, 4° 53' 4" OL  | 4573   | Meer afbeeldingen                                                                                         |
| Huis met gevel onder rechte lijst en dak                                                                   | Gebouw                   | 19e eeuw (dak)                                               |                         | Prinsengracht 460        | 52° 21' 53" NB, 4° 53' 4" OL  | 4574   | Meer afbeeldingen                                                                                         |
| Huis met gevel onder rechte lijst                                                                          | Gebouw                   | 17e/19e eeuw                                                 |                         | Prinsengracht 466        | 52° 21' 52" NB, 4° 53' 5" OL  | 4575   | Meer afbeeldingen                                                                                         |
| Huis met pilaster-halsgevel met 2 oeils-de-boeuf en festoen                                                | Gebouw                   | 17e/19e eeuw                                                 |                         | Prinsengracht 468        | 52° 21' 52" NB, 4° 53' 5" OL  | 4576   | Meer afbeeldingen                                                                                         |
| Huis met gepleisterde gevel onder gesneden rechte lijst                                                    | Gebouw                   | 17e/18e/19e eeuw                                             |                         | Prinsengracht 470        | 52° 21' 52" NB, 4° 53' 5" OL  | 4577   | Meer afbeeldingen                                                                                         |
| Huis met gevel onder verhoogde lijst en gebeeldhouwde attiek                                               | Gebouw                   | eerste helft 18e eeuw                                        |                         | Prinsengracht 472        | 52° 21' 51" NB, 4° 53' 4" OL  | 4578   | Meer afbeeldingen                                                                                         |
| Huis met gevel onder rollagentop                                                                           | Gebouw                   | ca. 1700                                                     |                         | Prinsengracht 484        | 52° 21' 51" NB, 4° 53' 7" OL  | 4579   | Huis met gevel onder rollagentop                                                                          |
| Huis met gevel onder rechte lijst                                                                          | Gebouw                   | 18e/19e eeuw                                                 |                         | Prinsengracht 486        | 52° 21' 51" NB, 4° 53' 7" OL  | 4580   | Meer afbeeldingen                                                                                         |
| Huis met gevel onder rechte lijst                                                                          | Gebouw                   | 18e/19e eeuw                                                 |                         | Prinsengracht 488        | 52° 21' 51" NB, 4° 53' 7" OL  | 4581   | Meer afbeeldingen                                                                                         |
| Huis met gevel onder rechte lijst                                                                          | Gebouw                   | eerste helft 19e eeuw                                        |                         | Prinsengracht 490        | 52° 21' 50" NB, 4° 53' 7" OL  | 4582   | Meer afbeeldingen                                                                                         |
| Hoekhuis met halsgevel                                                                                     | Gebouw                   | eerste kwart 18e eeuw                                        |                         | Prinsengracht 502        | 52° 21' 50" NB, 4° 53' 9" OL  | 4583   | Meer afbeeldingen                                                                                         |
| Huis met gevel onder rechte lijst met consoles                                                             | Woonhuis                 | derde kwart 19e eeuw                                         |                         | Prinsengracht 504        | 52° 21' 50" NB, 4° 53' 9" OL  | 4584   | Meer afbeeldingen                                                                                         |
| Huis met gevel onder rechte lijst met consoles                                                             | Woonhuis                 | derde kwart 19e eeuw                                         |                         | Prinsengracht 506        | 52° 21' 50" NB, 4° 53' 9" OL  | 4585   | Meer afbeeldingen                                                                                         |
| Dubbel huis met gevel onder rechte lijst met consoles                                                      | Woonhuis                 | 18e/19e eeuw                                                 |                         | Prinsengracht 508A       | 52° 21' 49" NB, 4° 53' 9" OL  | 4586   | Meer afbeeldingen                                                                                         |
| Huis met halsgevel met vleugelstukken                                                                      | Gebouw                   | 17e/18e eeuw                                                 |                         | Prinsengracht 514        | 52° 21' 49" NB, 4° 53' 10" OL | 4587   | Huis met halsgevel met vleugelstukken                                                                     |
| Huis met gevel onder rechte lijst                                                                          | Gebouw                   | 17e/19e eeuw                                                 |                         | Prinsengracht 522        | 52° 21' 48" NB, 4° 53' 10" OL | 4588   | Huis met gevel onder rechte lijst                                                                         |
| Huis met halsgevel                                                                                         | Gebouw                   | 1700, kort na                                                |                         | Prinsengracht 524        | 52° 21' 48" NB, 4° 53' 10" OL | 4589   | Meer afbeeldingen                                                                                         |
| Huis met gevel onder rechte lijst en jaartalcartouches                                                     | Woonhuis                 | 1674                                                         |                         | Prinsengracht 530        | 52° 21' 48" NB, 4° 53' 12" OL | 4590   | Upload foto                                                                                               |
| Pakhuis met gevel onder geknikte lijst                                                                     | Gebouw                   | derde kwart 19e eeuw                                         |                         | Prinsengracht 532A       | 52° 21' 48" NB, 4° 53' 12" OL | 4591   | Upload foto                                                                                               |
| Pakhuis met puntgevel                                                                                      | Gebouw                   | tweede helft 17e eeuw                                        |                         | Prinsengracht 534        | 52° 21' 48" NB, 4° 53' 12" OL | 4592   | Pakhuis met puntgevel                                                                                     |
| Pakhuis met puntgevel                                                                                      | Gebouw                   | tweede helft 17                                              |                         | Prinsengracht 536        | 52° 21' 47" NB, 4° 53' 12" OL | 4593   | Pakhuis met puntgevel                                                                                     |
| Huis met gevel onder rechte lijst                                                                          | Gebouw                   | 19e eeuw                                                     |                         | Prinsengracht 544        | 52° 21' 47" NB, 4° 53' 13" OL | 4594   | Huis met gevel onder rechte lijst                                                                         |
| Pakhuis met puntgevel                                                                                      | Gebouw                   | 18e eeuw                                                     |                         | Prinsengracht 548        | 52° 21' 47" NB, 4° 53' 13" OL | 4595   | Pakhuis met puntgevel                                                                                     |
| Huis met halsgevel met deurkalf en bovenlicht                                                              | Gebouw                   | 1703                                                         |                         | Prinsengracht 550        | 52° 21' 47" NB, 4° 53' 14" OL | 4596   | Meer afbeeldingen                                                                                         |
| Huis met halsgevel                                                                                         | Gebouw                   | 1698/1699                                                    |                         | Prinsengracht 552        | 52° 21' 46" NB, 4° 53' 14" OL | 4597   | Meer afbeeldingen                                                                                         |
| Huis met gevel onder rollagentop                                                                           | Gebouw                   | 1698/99                                                      |                         | Prinsengracht 556        | 52° 21' 46" NB, 4° 53' 14" OL | 4598   | Meer afbeeldingen                                                                                         |
| Huis met gevel onder rechte lijst met dakkapel                                                             | Gebouw                   | 1698/1699                                                    |                         | Prinsengracht 558        | 52° 21' 46" NB, 4° 53' 14" OL | 4599   | Meer afbeeldingen                                                                                         |
| Huis met gevel onder rechte lijst                                                                          | Gebouw                   | 1698/1699                                                    |                         | Prinsengracht 560        | 52° 21' 46" NB, 4° 53' 15" OL | 4600   | Meer afbeeldingen                                                                                         |
| Hoekhuis met gevel onder rechte lijst                                                                      | Gebouw                   | 17e/19e eeuw                                                 |                         | Prinsengracht 564        | 52° 21' 46" NB, 4° 53' 15" OL | 4601   | Meer afbeeldingen                                                                                         |
| Huis met gevel onder rechte lijst met consoles, dakkapel en balustrade                                     | Gebouw                   | 17e/18e/19e eeuw                                             |                         | Prinsengracht 576        | 52° 21' 45" NB, 4° 53' 18" OL | 4602   | Huis met gevel onder rechte lijst met consoles, dakkapel en balustrade                                    |
| Huis met gevel onder verhoogde lijst met consoles en attiek                                                | Gebouw                   | 17e/18e eeuw                                                 |                         | Prinsengracht 578        | 52° 21' 45" NB, 4° 53' 18" OL | 4603   | Meer afbeeldingen                                                                                         |
| Huis met halsgevel met deuromlijsting                                                                      | Gebouw                   | eerste helft 18e eeuw                                        |                         | Prinsengracht 580        | 52° 21' 45" NB, 4° 53' 19" OL | 4604   | Meer afbeeldingen                                                                                         |
| Klein huis met klokgevel                                                                                   | Gebouw                   | 17e/18e/19e eeuw                                             |                         | Prinsengracht 582        | 52° 21' 44" NB, 4° 53' 19" OL | 4605   | Klein huis met klokgevel                                                                                  |
| Huis met klokgevel                                                                                         | Woonhuis                 | tweede helft 17e eeuw                                        |                         | Prinsengracht 584        | 52° 21' 44" NB, 4° 53' 19" OL | 4606   | Huis met klokgevel                                                                                        |
| Huis onder dwars dak                                                                                       | Woonhuis                 | 17e/18e/19e eeuw                                             |                         | Prinsengracht 586        | 52° 21' 44" NB, 4° 53' 19" OL | 4608   | Meer afbeeldingen                                                                                         |
| Huis onder dwars dak                                                                                       | Gebouw                   | tweede helft 17e eeuw                                        |                         | Prinsengracht 588        | 52° 21' 44" NB, 4° 53' 19" OL | 4609   | Meer afbeeldingen                                                                                         |
| Huis onder dwars dak                                                                                       | Gebouw                   | 17e/19e eeuw                                                 |                         | Prinsengracht 590        | 52° 21' 44" NB, 4° 53' 20" OL | 4610   | Meer afbeeldingen                                                                                         |
| Huis met gevel onder rechte lijst, met zandstenen onderpui en deur met beglaasde panelen en snijraamhekken | Gebouw                   | eerste helft 19e eeuw                                        |                         | Prinsengracht 592        | 52° 21' 44" NB, 4° 53' 20" OL | 4611   | Meer afbeeldingen                                                                                         |
| Huis met zandstenen onderdelen van de gevelhals                                                            | Woonhuis                 | begin 18e eeuw (gevel) eerste kwart 20e eeuw (huis)          |                         | Prinsengracht 610        | 52° 21' 44" NB, 4° 53' 22" OL | 4612   | Meer afbeeldingen                                                                                         |
| Huis met klokgevel                                                                                         | Gebouw                   | tweede helft 17e eeuw                                        |                         | Prinsengracht 624        | 52° 21' 44" NB, 4° 53' 24" OL | 4613   | Huis met klokgevel                                                                                        |
| Huis met klokgevel                                                                                         | Werk-woonhuis            | tweede helft 17e eeuw                                        |                         | Prinsengracht 626        | 52° 21' 44" NB, 4° 53' 24" OL | 4614   | Meer afbeeldingen                                                                                         |
| Huis met gevel onder rechte lijst                                                                          | Gebouw                   | 17e/19e eeuw                                                 |                         | Prinsengracht 628        | 52° 21' 44" NB, 4° 53' 24" OL | 4615   | Meer afbeeldingen                                                                                         |
| Huis met halsgevel                                                                                         | Gebouw                   | tweede helft 17e eeuw                                        |                         | Prinsengracht 630        | 52° 21' 44" NB, 4° 53' 25" OL | 4616   | Meer afbeeldingen                                                                                         |
| Huis waarvan de gevel                                                                                      | Gebouw                   | 17e/19e eeuw                                                 |                         | Prinsengracht 632        | 52° 21' 44" NB, 4° 53' 25" OL | 4617   | Meer afbeeldingen                                                                                         |
| Huis met klokgevel                                                                                         | Woonhuis                 | 17e/18e eeuw                                                 |                         | Prinsengracht 634        | 52° 21' 44" NB, 4° 53' 25" OL | 4618   | Meer afbeeldingen                                                                                         |
| Huis met halsgevel                                                                                         | Gebouw                   | 17e/18e eeuw                                                 |                         | Prinsengracht 636        | 52° 21' 44" NB, 4° 53' 25" OL | 4619   | Meer afbeeldingen                                                                                         |
| Huis met halsgevel                                                                                         | Gebouw                   | 17e/19e eeuw                                                 |                         | Prinsengracht 638        | 52° 21' 44" NB, 4° 53' 26" OL | 4620   | Meer afbeeldingen                                                                                         |
| Huis met halsgevel                                                                                         | Gebouw                   | tweede helft 17e eeuw                                        |                         | Prinsengracht 640        | 52° 21' 44" NB, 4° 53' 26" OL | 4621   | Meer afbeeldingen                                                                                         |
| Huis waarvan de gevel                                                                                      | Gebouw                   | tweede helft 17e eeuw                                        |                         | Prinsengracht 644        | 52° 21' 43" NB, 4° 53' 26" OL | 4622   | Meer afbeeldingen                                                                                         |
| Huis onder dwars dak                                                                                       | Gebouw                   | tweede helft 17e eeuw                                        |                         | Prinsengracht 646        | 52° 21' 43" NB, 4° 53' 31" OL | 3166   | Meer afbeeldingen                                                                                         |
| Huis onder dwars dak                                                                                       | Gebouw                   | tweede helft 17e eeuw                                        |                         | Prinsengracht 648        | 52° 21' 43" NB, 4° 53' 31" OL | 4623   | Meer afbeeldingen                                                                                         |
| Huis met halsgevel van zware vormen                                                                        | Gebouw                   | 1725                                                         |                         | Prinsengracht 650        | 52° 21' 43" NB, 4° 53' 32" OL | 4624   | Meer afbeeldingen                                                                                         |
| Huis met gevel onder rechte lijst en dakkapel                                                              | Gebouw                   | vermoedelijk 17e eeuw (bouw) derde kwart 19e eeuw (dakkapel) |                         | Prinsengracht 652        | 52° 21' 43" NB, 4° 53' 32" OL | 4625   | Meer afbeeldingen                                                                                         |
| Pand met gevel in namaak xviib-stijl en met fantasietop                                                    | Gebouw                   | tweede helft 19e eeuw                                        |                         | Prinsengracht 656        | 52° 21' 43" NB, 4° 53' 32" OL | 4626   | Meer afbeeldingen                                                                                         |
| Huis onder dwars dak                                                                                       | Gebouw                   | tweede helft 19e eeuw                                        |                         | Prinsengracht 658        | 52° 21' 43" NB, 4° 53' 33" OL | 4627   | Huis onder dwars dak                                                                                      |
| Huis met later gepleisterde gevel onder rechte lijst                                                       | Gebouw                   | tweede helft 17e eeuw                                        |                         | Prinsengracht 660        | 52° 21' 43" NB, 4° 53' 33" OL | 4628   | Huis met later gepleisterde gevel onder rechte lijst                                                      |
| Huis waarvan de gevel                                                                                      | Gebouw                   | tweede helft 17e eeuw                                        |                         | Prinsengracht 664        | 52° 21' 43" NB, 4° 53' 33" OL | 4629   | Huis waarvan de gevel                                                                                     |
| Huis met gevel met rechte lijst en deurpartij                                                              | Gebouw                   |                                                              |                         | Prinsengracht 666        | 52° 21' 42" NB, 4° 53' 34" OL | 4630   | Huis met gevel met rechte lijst en deurpartij                                                             |
| Huis met klokgevel                                                                                         | Gebouw                   |                                                              |                         | Prinsengracht 668        | 52° 21' 42" NB, 4° 53' 34" OL | 4631   | Meer afbeeldingen                                                                                         |
| Huis met gevel onder rollagentop                                                                           | Gebouw                   |                                                              |                         | Prinsengracht 672        | 52° 21' 42" NB, 4° 53' 35" OL | 4632   | Meer afbeeldingen                                                                                         |
| Huis met gevel onder rechte lijst met consoles en attiek                                                   | Gebouw                   |                                                              |                         | Prinsengracht 674        | 52° 21' 42" NB, 4° 53' 35" OL | 4633   | Huis met gevel onder rechte lijst met consoles en attiek                                                  |
| Huis waarvan de gevel                                                                                      | Gebouw                   |                                                              |                         | Prinsengracht 676        | 52° 21' 42" NB, 4° 53' 35" OL | 4634   | Huis waarvan de gevel                                                                                     |
| Huis met halsgevel                                                                                         | Gebouw                   |                                                              |                         | Prinsengracht 678        | 52° 21' 42" NB, 4° 53' 36" OL | 4635   | Huis met halsgevel                                                                                        |
| Pand met gevel onder rechte lijst met consoles                                                             | Gebouw                   |                                                              |                         | Prinsengracht 680        | 52° 21' 42" NB, 4° 53' 36" OL | 4636   | Pand met gevel onder rechte lijst met consoles                                                            |
| Huis met midden-18e-eeuwse gevel onder gelobde lijstvormige houten top                                     | Gebouw                   |                                                              |                         | Prinsengracht 682        | 52° 21' 42" NB, 4° 53' 36" OL | 4637   | Huis met midden-18e-eeuwse gevel onder gelobde lijstvormige houten top                                    |
| Pand met gevel onder rechte lijst met houten opzetstuk                                                     | Gebouw                   |                                                              |                         | Prinsengracht 684        | 52° 21' 42" NB, 4° 53' 36" OL | 4638   | Pand met gevel onder rechte lijst met houten opzetstuk                                                    |
| Huis met gevel met gewijzigde klokvormige top                                                              | Werk-woonhuis            |                                                              |                         | Prinsengracht 686        | 52° 21' 42" NB, 4° 53' 37" OL | 4639   | Huis met gevel met gewijzigde klokvormige top                                                             |
| Pand met gevel onder rechte lijst met consoles                                                             | Gebouw                   |                                                              |                         | Prinsengracht 690        | 52° 21' 42" NB, 4° 53' 37" OL | 4640   | Pand met gevel onder rechte lijst met consoles                                                            |
| Huis met reeds xviii of                                                                                    | Woonhuis                 |                                                              |                         | Prinsengracht 692        | 52° 21' 42" NB, 4° 53' 37" OL | 4641   | Huis met reeds xviii of                                                                                   |
| Hoekhuis met klokgevel en op balkkoppen overgebouwde zijgevel                                              | Gebouw                   | tweede helft 17e eeuw                                        |                         | Prinsengracht 698        | 52° 21' 42" NB, 4° 53' 39" OL | 4642   | Meer afbeeldingen                                                                                         |
| Huis met klokgevel                                                                                         | Gebouw                   | tweede helft 17e eeuw                                        |                         | Prinsengracht 700A       | 52° 21' 42" NB, 4° 53' 39" OL | 4643   | Meer afbeeldingen                                                                                         |
| Huis met gevel voor ouder huis                                                                             | Gebouw                   | 19e eeuw (karakter)                                          |                         | Prinsengracht 702        | 52° 21' 42" NB, 4° 53' 39" OL | 4644   | Meer afbeeldingen                                                                                         |
| Huis met gevel onder rechte lijst                                                                          | Woonhuis                 | eerste helft 19e eeuw                                        |                         | Prinsengracht 704        | 52° 21' 42" NB, 4° 53' 39" OL | 4645   | Huis met gevel onder rechte lijst                                                                         |
| Huis met klokgevel                                                                                         | Gebouw                   | 17e/19e eeuw                                                 |                         | Prinsengracht 706        | 52° 21' 42" NB, 4° 53' 40" OL | 4646   | Huis met klokgevel                                                                                        |
| Huis met halsgevel                                                                                         | Gebouw                   | eerste helft 18e eeuw                                        |                         | Prinsengracht 710        | 52° 21' 42" NB, 4° 53' 40" OL | 4647   | Huis met halsgevel                                                                                        |
| Huis met halsgevel                                                                                         | Gebouw                   | eerste helft 18e eeuw                                        |                         | Prinsengracht 712        | 52° 21' 42" NB, 4° 53' 40" OL | 4648   | Huis met halsgevel                                                                                        |
| Huis met halsgevel                                                                                         | Gebouw                   | eerste helft 18e eeuw                                        |                         | Prinsengracht 714        | 52° 21' 41" NB, 4° 53' 41" OL | 4649   | Huis met halsgevel                                                                                        |
| Huis met halsgevel                                                                                         | Gebouw                   | eerste helft 18e eeuw                                        |                         | Prinsengracht 716        | 52° 21' 42" NB, 4° 53' 41" OL | 4650   | Meer afbeeldingen                                                                                         |
| Huis met klokgevel                                                                                         | Gebouw                   | 17e/19e eeuw                                                 |                         | Prinsengracht 718        | 52° 21' 41" NB, 4° 53' 41" OL | 4651   | Huis met klokgevel                                                                                        |
| Huis met gevel onder rechte lijst met consoles, triglyfen en dakkapel                                      | Gebouw                   | 18e eeuw                                                     |                         | Prinsengracht 728        | 52° 21' 41" NB, 4° 53' 42" OL | 4652   | Meer afbeeldingen                                                                                         |
| Huis met gevel met onderpui en lijst                                                                       | Gebouw                   | 18e/19e eeuw                                                 |                         | Prinsengracht 738        | 52° 21' 41" NB, 4° 53' 44" OL | 4653   | Upload foto                                                                                               |
| Huis met gevel onder rollagentop                                                                           | Gebouw                   | 17e/19e eeuw                                                 |                         | Prinsengracht 740        | 52° 21' 41" NB, 4° 53' 44" OL | 4654   | Meer afbeeldingen                                                                                         |
| Pand met bakstenen lijstgevel onder schilddak dakkapel met wangstukken                                     | Woonhuis                 | ca. 1800                                                     |                         | Prinsengracht 744        | 52° 21' 41" NB, 4° 53' 44" OL | 4655   | Meer afbeeldingen                                                                                         |
| Huis met klokgevel                                                                                         | Gebouw                   | mogelijk tweede helft 17e eeuw                               |                         | Prinsengracht 746A       | 52° 21' 41" NB, 4° 53' 45" OL | 4656   | Meer afbeeldingen                                                                                         |
| Huis met halsgevel waarin empire deurpartij en roedenverdeling                                             | Gebouw                   | ca. 1725                                                     |                         | Prinsengracht 752        | 52° 21' 41" NB, 4° 53' 47" OL | 4657   | Meer afbeeldingen                                                                                         |
| de Duif | Kerk en kerkonderdeel    | 1857                                                         |                         | Prinsengracht 756        | 52° 21' 41" NB, 4° 53' 48" OL | 4658   | Meer afbeeldingen                                                                                         |
| Huis met gevel met bovenste verdieping en verhoogde lijst                                                  | Gebouw                   | ca. 1750                                                     |                         | Prinsengracht 758        | 52° 21' 41" NB, 4° 53' 49" OL | 4659   | Upload foto                                                                                               |
| Huis met gevel onder rechte triglyfenlijst                                                                 | Gebouw                   | ca. 1800                                                     |                         | Prinsengracht 760        | 52° 21' 41" NB, 4° 53' 49" OL | 4660   | Huis met gevel onder rechte triglyfenlijst                                                                |
| Pand met gepleisterde gevel onder rechte lijst met consoles, voorzien van een erker                        | Gebouw                   | derde kwart 19e eeuw                                         |                         | Prinsengracht 762        | 52° 21' 42" NB, 4° 53' 49" OL | 4661   | Upload foto                                                                                               |
| Huis met klokgevel                                                                                         | Gebouw                   | 1770                                                         |                         | Prinsengracht 764        | 52° 21' 42" NB, 4° 53' 50" OL | 4662   | Huis met klokgevel                                                                                        |
| Huis met gevel onder rechte lijst                                                                          | Gebouw                   | 17e/19e eeuw                                                 |                         | Prinsengracht 766        | 52° 21' 41" NB, 4° 53' 50" OL | 4663   | Huis met gevel onder rechte lijst                                                                         |
| Huis met vier traveeën brede gevel onder brede klokvormige top                                             | Gebouw                   | 17e/18e eeuw                                                 |                         | Prinsengracht 768        | 52° 21' 42" NB, 4° 53' 50" OL | 4664   | Huis met vier traveeën brede gevel onder brede klokvormige top                                            |
| Huis met zandstenen gevel met hardstenen onderpui en rechte lijst waarop attiek                            | Gebouw                   | derde kwart 19e eeuw                                         |                         | Prinsengracht 776A       | 52° 21' 42" NB, 4° 53' 52" OL | 4665   | Meer afbeeldingen                                                                                         |
| Huis met hardstenen gevel met versierde pui, onder fraai gesneden rechte lijst , waarop attiek             | Gebouw                   | 19e eeuw (stoephek)                                          |                         | Prinsengracht 778A       | 52° 21' 42" NB, 4° 53' 52" OL | 4666   | Upload foto                                                                                               |
| Huis met gevel onder rechte lijst met bakstenen attiek                                                     | Woonhuis                 | 17e/19e eeuw                                                 |                         | Prinsengracht 790        | 52° 21' 42" NB, 4° 53' 53" OL | 4667   | Huis met gevel onder rechte lijst met bakstenen attiek                                                    |
| Huis met gevel onder rechte lijst met consoles                                                             | Gebouw                   | 17e/18e/19e eeuw                                             |                         | Prinsengracht 792        | 52° 21' 42" NB, 4° 53' 54" OL | 4668   | Huis met gevel onder rechte lijst met consoles                                                            |
| Huis met rijk gestucadoorde versierde stoep                                                                | Woonhuis                 | 18e eeuw of ouder                                            |                         | Prinsengracht 794        | 52° 21' 42" NB, 4° 53' 54" OL | 4669   | Meer afbeeldingen                                                                                         |
| Huis met gestucadoorde gevel onder rechte lijst                                                            | Woonhuis                 | 18e eeuw of ouder                                            |                         | Prinsengracht 796        | 52° 21' 42" NB, 4° 53' 54" OL | 4670   | Meer afbeeldingen                                                                                         |
| Huis met gevel gepleisterd en van rechte lijst voorzien                                                    | Gebouw                   |                                                              |                         | Prinsengracht 798        | 52° 21' 42" NB, 4° 53' 54" OL | 4671   | Meer afbeeldingen                                                                                         |
| Huis met gevel onder rechte lijst met consoles, triglyfen en dakkapel                                      | Gebouw                   |                                                              |                         | Prinsengracht 806        | 52° 21' 43" NB, 4° 53' 56" OL | 4672   | Huis met gevel onder rechte lijst met consoles, triglyfen en dakkapel                                     |
| Huis met gevel onder rechte lijst en dwars dakje                                                           | Gebouw                   |                                                              |                         | Prinsengracht 810        | 52° 21' 43" NB, 4° 53' 58" OL | 4673   | Huis met gevel onder rechte lijst en dwars dakje                                                          |
| Huis met gevel                                                                                             | Gebouw                   |                                                              |                         | Prinsengracht 816        | 52° 21' 43" NB, 4° 53' 59" OL | 4674   | Huis met gevel                                                                                            |
| Huis met gevel                                                                                             | Gebouw                   |                                                              |                         | Prinsengracht 818        | 52° 21' 43" NB, 4° 53' 59" OL | 4675   | Huis met gevel                                                                                            |
| Huis met gevel onder rechte lijst en rondbogige dakkapel                                                   | Gebouw                   |                                                              |                         | Prinsengracht 822        | 52° 21' 43" NB, 4° 53' 60" OL | 4676   | Huis met gevel onder rechte lijst en rondbogige dakkapel                                                  |
| Huis met gevel onder rechte lijst en rondbogige dakkapel                                                   | Gebouw                   |                                                              |                         | Prinsengracht 824        | 52° 21' 43" NB, 4° 53' 60" OL | 4678   | Huis met gevel onder rechte lijst en rondbogige dakkapel                                                  |
| Huis met gevel onder rechte lijst                                                                          | Gebouw                   |                                                              |                         | Prinsengracht 826        | 52° 21' 43" NB, 4° 53' 60" OL | 4679   | Huis met gevel onder rechte lijst                                                                         |
| Huis met halsgevel                                                                                         | Gebouw                   |                                                              |                         | Prinsengracht 836        | 52° 21' 44" NB, 4° 54' 1" OL  | 4680   | Huis met halsgevel                                                                                        |
| Huis met halsgevel                                                                                         | Gebouw                   |                                                              |                         | Prinsengracht 838        | 52° 21' 44" NB, 4° 54' 1" OL  | 4681   | Huis met halsgevel                                                                                        |
| Huis met halsgevel                                                                                         | Gebouw                   |                                                              |                         | Prinsengracht 840        | 52° 21' 44" NB, 4° 54' 2" OL  | 4682   | Huis met halsgevel                                                                                        |
| Huis uit 1667 met in latere tijd herhaaldelijk gewijzigde gevel onder rechte lijst                         | Gebouw                   |                                                              |                         | Prinsengracht 848        | 52° 21' 44" NB, 4° 54' 3" OL  | 4683   | Meer afbeeldingen                                                                                         |
| Huis met gevel onder rechte lijst                                                                          | Gebouw                   |                                                              |                         | Prinsengracht 850        | 52° 21' 44" NB, 4° 54' 3" OL  | 4684   | Huis met gevel onder rechte lijst                                                                         |
| Huis met gevel onder rechte lijst                                                                          | Gebouw                   |                                                              |                         | Prinsengracht 852A       | 52° 21' 44" NB, 4° 54' 3" OL  | 4685   | Huis met gevel onder rechte lijst                                                                         |
| Huis met gevel onder rechte lijst                                                                          | Gebouw                   |                                                              |                         | Prinsengracht 854A       | 52° 21' 44" NB, 4° 54' 3" OL  | 4686   | Huis met gevel onder rechte lijst                                                                         |
| Huis met klokgevel                                                                                         | Gebouw                   |                                                              |                         | Prinsengracht 856A       | 52° 21' 44" NB, 4° 54' 4" OL  | 4687   | Huis met klokgevel                                                                                        |
| Huis met gevel met bovenste verdieping en rechte lijst                                                     | Gebouw                   |                                                              |                         | Prinsengracht 858        | 52° 21' 44" NB, 4° 54' 4" OL  | 4688   | Huis met gevel met bovenste verdieping en rechte lijst                                                    |
| Huis met gevel onder rechte lijst en met bedrijfspui                                                       | Gebouw                   |                                                              |                         | Prinsengracht 864        | 52° 21' 44" NB, 4° 54' 5" OL  | 4689   | Huis met gevel onder rechte lijst en met bedrijfspui                                                      |
| Huis met gevel onder rechte lijst met dakkapel                                                             | Gebouw                   |                                                              |                         | Prinsengracht 862        | 52° 21' 44" NB, 4° 54' 5" OL  | 4691   | Huis met gevel onder rechte lijst met dakkapel                                                            |
| Dikker & Thijs                                                                                             | Handel en kantoor        | 1914-1915                                                    |                         | Prinsengracht 444        | 52° 21' 54" NB, 4° 53' 2" OL  | 518364 | Meer afbeeldingen                                                                                         |
| Prinsengracht 808                                                                                          | Horeca                   | 1906-1907                                                    |                         | Prinsengracht 808        | 52° 21' 43" NB, 4° 53' 57" OL | 518367 | Meer afbeeldingen                                                                                         |
| Aalmoezeniersbrug Brug nr. 68                                                                              | Brug                     | 1921                                                         |                         | Prinsengracht/brugnr. 68 | 52° 21' 54" NB, 4° 53' 3" OL  | 518395 | Meer afbeeldingen                                                                                         |
| Pand met halsgevel kelderpui, deur en vensteropeningen en louis xv balusters                               | Gebouw                   |                                                              |                         | Prinsengracht 959A       | 52° 21' 44" NB, 4° 53' 32" OL | 4439   | Meer afbeeldingen                                                                                         |
| Pand met halsgevel                                                                                         | Gebouw                   |                                                              |                         | Prinsengracht 961A       | 52° 21' 44" NB, 4° 53' 33" OL | 4440   | Meer afbeeldingen                                                                                         |
| Pand met gevel onder rechte lijst met consoles en dakkapel                                                 | Gebouw                   |                                                              |                         | Prinsengracht 963A       | 52° 21' 44" NB, 4° 53' 33" OL | 4441   | Meer afbeeldingen                                                                                         |
| Pand met gevel onder rechte lijst met consoles                                                             | Woonhuis                 |                                                              |                         | Prinsengracht 965        | 52° 21' 44" NB, 4° 53' 33" OL | 4442   | Pand met gevel onder rechte lijst met consoles                                                            |
| Pand met halsgevel                                                                                         | Gebouw                   |                                                              |                         | Prinsengracht 969        | 52° 21' 44" NB, 4° 53' 34" OL | 4443   | Meer afbeeldingen                                                                                         |
| Pand met klokgevel                                                                                         | Gebouw                   |                                                              |                         | Prinsengracht 971        | 52° 21' 44" NB, 4° 53' 34" OL | 4444   | Meer afbeeldingen                                                                                         |
| Pand met klokgevel                                                                                         | Gebouw                   |                                                              |                         | Prinsengracht 973        | 52° 21' 44" NB, 4° 53' 34" OL | 4445   | Meer afbeeldingen                                                                                         |
| Huis | Woonhuis                 |                                                              |                         | Prinsengracht 975        | 52° 21' 44" NB, 4° 53' 35" OL | 4446   | Meer afbeeldingen                                                                                         |
| Pand met klokgevel                                                                                         | Gebouw                   |                                                              |                         | Prinsengracht 977        | 52° 21' 44" NB, 4° 53' 35" OL | 4447   | Meer afbeeldingen                                                                                         |
| Pand met klokgevel                                                                                         | Woonhuis                 |                                                              |                         | Prinsengracht 979        | 52° 21' 44" NB, 4° 53' 35" OL | 4448   | Pand met klokgevel                                                                                        |
| Huis onder dwars dak met gevel onder rechte lijst met consoles, evenals de deuromlijsting                  | Gebouw                   |                                                              |                         | Prinsengracht 983        | 52° 21' 44" NB, 4° 53' 36" OL | 4449   | Huis onder dwars dak met gevel onder rechte lijst met consoles, evenals de deuromlijsting                 |
| Huis onder dwars dak met gevel onder rechte lijst met consoles, evenals de deuromlijsting                  | Gebouw                   |                                                              |                         | Prinsengracht 985        | 52° 21' 44" NB, 4° 53' 36" OL | 4450   | Huis onder dwars dak met gevel onder rechte lijst met consoles, evenals de deuromlijsting                 |
| Pand met klokgevel                                                                                         | Woonhuis                 |                                                              |                         | Prinsengracht 991        | 52° 21' 44" NB, 4° 53' 37" OL | 4451   | Meer afbeeldingen                                                                                         |
| Huis met klokgevel                                                                                         | Gebouw                   |                                                              |                         | Prinsengracht 993        | 52° 21' 44" NB, 4° 53' 37" OL | 4452   | Meer afbeeldingen                                                                                         |
| Pand met gevel onder rechte lijst met dakkapel                                                             | Gebouw                   |                                                              |                         | Prinsengracht 997        | 52° 21' 44" NB, 4° 53' 38" OL | 4453   | Meer afbeeldingen                                                                                         |
| Pakhuis met puntgevel                                                                                      | Gebouw                   |                                                              |                         | Prinsengracht 999        | 52° 21' 44" NB, 4° 53' 38" OL | 4454   | Meer afbeeldingen                                                                                         |
| Pand met halsgevel                                                                                         | Woonhuis                 |                                                              |                         | Prinsengracht 1001       | 52° 21' 44" NB, 4° 53' 38" OL | 4455   | Meer afbeeldingen                                                                                         |
| Pand met gevel onder rechte lijst                                                                          | Woonhuis                 |                                                              |                         | Prinsengracht 1003       | 52° 21' 44" NB, 4° 53' 39" OL | 4456   | Meer afbeeldingen                                                                                         |
| Pand met halsgevel                                                                                         | Gebouw                   |                                                              |                         | Prinsengracht 1005       | 52° 21' 44" NB, 4° 53' 39" OL | 4457   | Meer afbeeldingen                                                                                         |
| Pand met halsgevel                                                                                         | Gebouw                   |                                                              |                         | Prinsengracht 1007       | 52° 21' 43" NB, 4° 53' 39" OL | 4458   | Meer afbeeldingen                                                                                         |
| Pand met halsgevel                                                                                         | Woonhuis                 |                                                              |                         | Prinsengracht 1009       | 52° 21' 43" NB, 4° 53' 39" OL | 4459   | Pand met halsgevel                                                                                        |
| Pand met gevel onder rechte lijst met dakkapel                                                             | Gebouw                   |                                                              |                         | Prinsengracht 1021       | 52° 21' 43" NB, 4° 53' 41" OL | 4460   | Pand met gevel onder rechte lijst met dakkapel                                                            |
| Pand met gevel onder rechte lijst                                                                          | Gebouw                   |                                                              |                         | Prinsengracht 1023       | 52° 21' 43" NB, 4° 53' 42" OL | 4461   | Pand met gevel onder rechte lijst                                                                         |
| Pand met klokgevel                                                                                         | Gebouw                   |                                                              |                         | Prinsengracht 1025       | 52° 21' 43" NB, 4° 53' 42" OL | 4462   | Pand met klokgevel                                                                                        |
| Pand, bestaande uit een middendeel met pakhuisdeuren en twee zijstukken met vensters                       | Gebouw                   |                                                              |                         | Prinsengracht 1029       | 52° 21' 43" NB, 4° 53' 43" OL | 4463   | Meer afbeeldingen                                                                                         |
| Pakhuis met puntgevel                                                                                      | Gebouw                   |                                                              |                         | Prinsengracht 1035       | 52° 21' 43" NB, 4° 53' 43" OL | 4464   | Meer afbeeldingen                                                                                         |
| Pand met halsgevel                                                                                         | Woonhuis                 |                                                              |                         | Prinsengracht 1037       | 52° 21' 43" NB, 4° 53' 43" OL | 4465   | Meer afbeeldingen                                                                                         |
| Pand met halsgevel                                                                                         | Gebouw                   |                                                              |                         | Prinsengracht 1039       | 52° 21' 43" NB, 4° 53' 44" OL | 4466   | Meer afbeeldingen                                                                                         |
| Pand met halsgevel                                                                                         | Woonhuis                 |                                                              |                         | Prinsengracht 1041H      | 52° 21' 43" NB, 4° 53' 44" OL | 4467   | Meer afbeeldingen                                                                                         |
| Pand met gevel onder rechte lijst                                                                          | Gebouw                   |                                                              |                         | Prinsengracht 1043       | 52° 21' 43" NB, 4° 53' 44" OL | 4468   | Meer afbeeldingen                                                                                         |
| Tuinhuis                                                                                                   | Onderdeel woningen e.d.  | tweede helft 17e eeuw                                        |                         | Prinsengracht bij 1021   | 52° 21' 43" NB, 4° 53' 41" OL | 528453 | Upload foto                                                                                               |
| Tuinhuis                                                                                                   | Onderdeel woningen e.d.  | 17e eeuw                                                     |                         | Prinsengracht bij 1023   | 52° 21' 43" NB, 4° 53' 42" OL | 528454 | Upload foto                                                                                               |
| Pand met halsgevel met door vaas onderbroken afdekking                                                     | Gebouw                   | tweede kwart 18e eeuw                                        |                         | Prinsengracht 1045       | 52° 21' 43" NB, 4° 53' 44" OL | 4469   | Meer afbeeldingen                                                                                         |
| Pand met zeer smalle gevel onder latere rollagentop                                                        | Gebouw                   | 18e eeuw                                                     |                         | Prinsengracht 1047       | 52° 21' 43" NB, 4° 53' 44" OL | 4470   | Meer afbeeldingen                                                                                         |
| Pand met klokgevel                                                                                         | Gebouw                   | vroeg derde kwart 18e eeuw                                   |                         | Prinsengracht 1051       | 52° 21' 44" NB, 4° 53' 54" OL | 4471   | Meer afbeeldingen                                                                                         |
| Pand met gevel onder latere klokvormige top                                                                | Gebouw                   | 18e eeuw                                                     |                         | Prinsengracht 1053       | 52° 21' 44" NB, 4° 53' 55" OL | 4472   | Meer afbeeldingen                                                                                         |
| Pand met halsgevel                                                                                         | Gebouw                   | tweede helft 17e eeuw                                        |                         | Prinsengracht 1061       | 52° 21' 45" NB, 4° 53' 57" OL | 4473   | Pand met halsgevel                                                                                        |
| Pand met gevel onder punttop                                                                               | Gebouw                   | 17e/19e eeuw                                                 |                         | Prinsengracht 1075       | 52° 21' 45" NB, 4° 53' 59" OL | 4474   | Pand met gevel onder punttop                                                                              |
| Pand met halsgevel                                                                                         | Gebouw                   | eerste kwart 18e eeuw                                        |                         | Prinsengracht 1081       | 52° 21' 45" NB, 4° 53' 60" OL | 4475   | Pand met halsgevel                                                                                        |
| Verhoogd huis, thans met plak dak                                                                          | Gebouw                   | 17e/18e (bouw) 19e/20e eeuw (verhoogd)                       |                         | Prinsengracht 1083       | 52° 21' 45" NB, 4° 53' 60" OL | 4476   | Verhoogd huis, thans met plak dak                                                                         |
| Pand met gevel onder rechte lijst                                                                          | Gebouw                   | 18e/19e eeuw                                                 |                         | Prinsengracht 1079       | 52° 21' 45" NB, 4° 53' 59" OL | 4477   | Pand met gevel onder rechte lijst                                                                         |
| Pand met klokgevel                                                                                         | Gebouw                   | tweede kwart 18e eeuw                                        |                         | Prinsengracht 1085       | 52° 21' 45" NB, 4° 54' 0" OL  | 4478   | Pand met klokgevel                                                                                        |
| Pand met klokgevel                                                                                         | Gebouw                   | tweede kwart 18e eeuw                                        |                         | Prinsengracht 1087       | 52° 21' 45" NB, 4° 54' 0" OL  | 4479   | Pand met klokgevel                                                                                        |
| Pand met halsgevel met 2 oeils-de-boeuf                                                                    | Gebouw                   | ca. 1700                                                     |                         | Prinsengracht 1089       | 52° 21' 45" NB, 4° 54' 0" OL  | 4480   | Pand met halsgevel met 2 oeils-de-boeuf                                                                   |
| Pand met halsgevel met 2 oeils-de-boeuf                                                                    | Gebouw                   | ca. 1700                                                     |                         | Prinsengracht 1091       | 52° 21' 45" NB, 4° 54' 1" OL  | 4481   | Pand met halsgevel met 2 oeils-de-boeuf                                                                   |
| Pand met halsgevel met 2 oeils-de-boeuf                                                                    | Gebouw                   | ca. 1700                                                     |                         | Prinsengracht 1093       | 52° 21' 45" NB, 4° 54' 1" OL  | 4482   | Pand met halsgevel met 2 oeils-de-boeuf                                                                   |
| Pand met halsgevel met 2 oeils-de-boeuf                                                                    | Woonhuis                 | ca. 1700                                                     |                         | Prinsengracht 1095       | 52° 21' 45" NB, 4° 54' 1" OL  | 4483   | Pand met halsgevel met 2 oeils-de-boeuf                                                                   |
| Pand met gevel onder in- en uitgezwenkte top met lijstvormige afdekking                                    | Gebouw                   | ca. 1750                                                     |                         | Prinsengracht 1099       | 52° 21' 46" NB, 4° 54' 2" OL  | 4484   | Meer afbeeldingen                                                                                         |
| Pand met gevel onder rechte lijst met triglyfen                                                            | Woonhuis                 | 17e/18e eeuw                                                 |                         | Prinsengracht 1101       | 52° 21' 46" NB, 4° 54' 2" OL  | 4485   | Meer afbeeldingen                                                                                         |
| Pand met klokgevel                                                                                         | Gebouw                   | 17e/19e eeuw                                                 |                         | Prinsengracht 1105       | 52° 21' 46" NB, 4° 54' 3" OL  | 4486   | Meer afbeeldingen                                                                                         |
| Pand met gevel onder rollagentop                                                                           | Gebouw                   | 18e/19e eeuw                                                 |                         | Prinsengracht 1107       | 52° 21' 46" NB, 4° 54' 3" OL  | 4487   | Pand met gevel onder rollagentop                                                                          |
| Pand met puntgevel                                                                                         | Gebouw                   | 18e eeuw                                                     |                         | Prinsengracht 1111       | 52° 21' 46" NB, 4° 54' 4" OL  | 4488   | Pand met puntgevel                                                                                        |
| Pand met halsgevel                                                                                         | Gebouw                   | eerste helft 18e eeuw                                        |                         | Prinsengracht 1115       | 52° 21' 46" NB, 4° 54' 4" OL  | 4489   | Pand met halsgevel                                                                                        |
| Pand met halsgevel                                                                                         | Gebouw                   | eerste helft 18e eeuw                                        |                         | Prinsengracht 1117       | 52° 21' 46" NB, 4° 54' 4" OL  | 4490   | Pand met halsgevel                                                                                        |
| Pand met gevel onder rechte lijst en dak                                                                   | Gebouw                   | tweede helft 17e eeuw                                        |                         | Prinsengracht 1131       | 52° 21' 46" NB, 4° 54' 6" OL  | 4491   | Upload foto                                                                                               |
| Pand met gevel onder latere rollagentop                                                                    | Gebouw                   | 18e eeuw                                                     |                         | Prinsengracht 1123A      | 52° 21' 46" NB, 4° 54' 5" OL  | 4492   | Pand met gevel onder latere rollagentop                                                                   |